# Dorfkirche Brusendorf

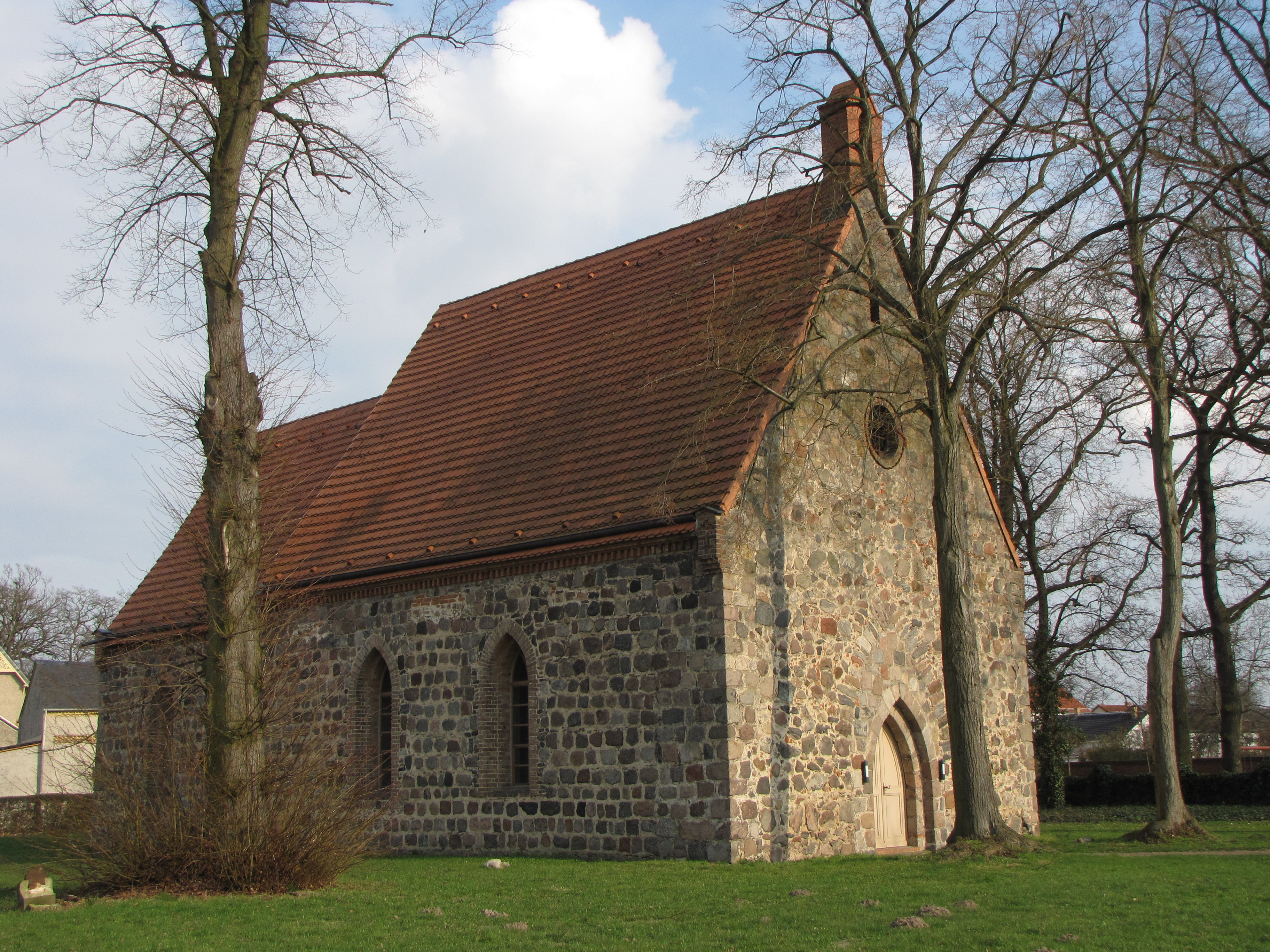
Dorfkirche Brusendorf

Die evangelische Dorfkirche Brusendorf ist eine Feldsteinkirche aus dem Anfang des 14. Jahrhunderts in Brusendorf, einem Ortsteil der Stadt Mittenwalde im Landkreis Dahme-Spreewald im Land Brandenburg. Die Kirchengemeinde gehört zum Evangelischen Kirchenkreis Neukölln der Evangelischen Kirche Berlin-Brandenburg-schlesische Oberlausitz.

## Lage
Das Angerdorf wird durch die Brusendorfer Straße erschlossen, die in Nord-Süd-Richtung durch den Ort führt. Ungefähr in der Mitte des Ortes zweigt die Thomas-Müntzer-Straße nach Westen ab. Parallel dazu liegt weiter südlich die Straße der Einheit. Das Bauwerk steht dort zwischen den beiden Querstraßen Kirchweg und An den Eichen auf einem nicht eingefriedeten Grundstück.

## Geschichte
Der Sakralbau wurde Anfang des 14. Jahrhunderts aus Feldsteinen errichtet. Dies korrespondiert mit einer Erwähnung im Landbuch Karls IV. aus dem Jahr 1375, in dem Brusendorpp erstmals urkundlich erwähnt wurde. Dem Pfarrer standen zu dieser Zeit drei der 50 Hufen zu. Die Handwerker errichteten zu dieser Zeit auch einen Westturm, wenn auch nur vermutlich bis zur Dachtraufe des Kirchenschiffs. Zu einem nicht näher bekannten Zeitpunkt brannte der Dachstuhl der Kirche. Die Mauersteine im östlichen Giebel von Chor und Kirchenschiff zeigen jedoch keine thermischen Veränderungen. Daher liegt die Vermutung nahe, dass Handwerker diese Bauteile erst nach dem Brand errichteten. 1871 restaurierte die Kirchengemeinde das Bauwerk und ließ dabei die Fenster barock vergrößern. Gleichzeitig wurden die Reste des mittelalterlichen Kirchturms abgetragen. Nach dem Ende des Zweiten Weltkrieges brachen Handwerker nach 1945 im südlichen Bereich des Chors eine Tür durch und verkleinerten gleichzeitig ein darüberliegendes Fenster. 1947 erfolgte eine neue Innenausmalung; ein Jahr später wurde das Dach repariert und die Fenster erneuert. 1954 erhielt die Kirche einen Anschluss an das elektrische Stromnetz. Nach der Wende erneuerten Handwerker in den Jahren 1991 und 1992 den Putz, ersetzten einzelne Steine und erneuerten das Dach. Seit dem Jahr 2001 läuft eine umfassende Sanierung des Innenraums. Sie umfasst den Ausbau der Verglasung auf der Westempore, den Ersatz des alten Putzes sowie den Einbau einer neuen Decke. Eine erneute Kirchweihe fand am 24. Mai 2002 statt. 2004 gestaltete die Kirchengemeinde das umliegende Gelände des ehemaligen Friedhofs neu.

## Baubeschreibung

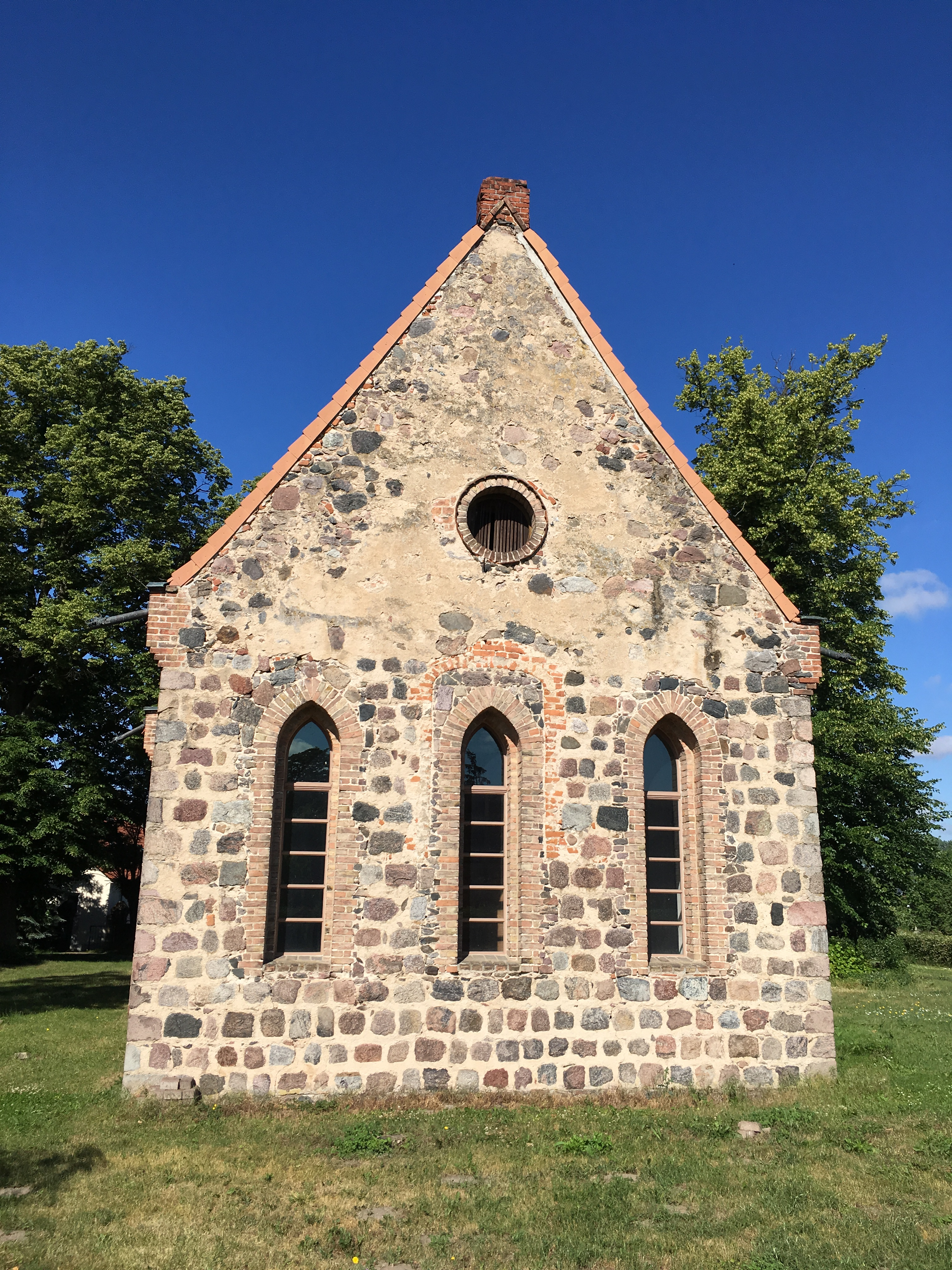
Ansicht von Osten

Der Chor wurde aus sorgfältig behauenen und gleichmäßig geschichteten Feldsteinen errichtet. Er ist rechteckig und eingezogen. Theo Engeser und Konstanze Stehr haben das Bauwerk vermessen und geben eine Länge von 9,05 Metern bei einer Breite von 8,10 Metern an. Die Ostseite des Chors ist mit einer Dreifenstergruppe als Zeichen der Trinität gestaltet. Nach dem Umbau sind dort drei spitzbogige Fenster, deren Laibung mit rötlichen Mauerziegeln eingefasst ist. Das mittlere Fenster war ursprünglich höher gesetzt, wie der Betrachter an den Überresten der bienenkorbförmigen Laibung aus Mauerziegeln erkennen kann. An der Südseite ist im westlichen Bereich eine zugesetzte, spitzbogenförmige Priesterpforte erkennbar, darüber ein gemauertes Kreuz. Dort sind bauzeitliche Putzreste in Form von Ranken zu erkennen. Die Pforte wurde vermutlich nach der Reformation zugesetzt. Es folgen ein großes, spitzbogenförmiges Fenster sowie ein weiteres, höher gesetztes Fenster mit einer darunter befindlichen, gedrückt-segmentbogenförmigen, hölzernen Tür. Diese fehlt an der Nordseite – hier sind zwei gleich große Fenster. Der Giebel des Chors ist aus ungleichmäßigem Mauerwerk errichtet. Dort ist mittig ein rundes Fenster.
Das Kirchenschiff ist mit einer Länge von 12,85 Metern bei einer Breite von 9,60 Metern vergleichsweise kurz und hatte vermutlich auf der Nord- und Südseite je zwei spitzbogenförmige Fenster sowie ein ebenfalls spitzbogenförmiges Portal an der Südseite. Diese wurde im 19. Jahrhundert – möglicherweise 1871 – mit einem Mauerwerk aus Feldsteinen zugesetzt. Die Fenster wurden zu dieser Zeit vergrößert. Wie auch im Chor besteht das Mauerwerk aus sorgfältig behauenen und gleichmäßig geschichteten Feldsteinen, die im östlichen Giebel verputzt sind. Das Satteldach ist mit doppeltem Biberschwanz gedeckt; am Übergang ein umlaufender Fries.
Der eingezogene, quadratische Turm wurde 1871 abgerissen. Dort befand sich an der Westseite ein spitzbogenförmiges Portal. Warum die Kirchengemeinde keinen Neubau errichtete, ist bislang nicht überliefert. Die westliche Wand des Kirchenschiffs ist nur aus unregelmäßig geschichteten Feldsteinen erbaut. Dies resultiert daher, dass diese Wand ursprünglich nicht als Außenwand gedacht, sondern vom Turm verdeckt war. Eine durchgehende Lage findet der Betrachter erst auf der Höhe der Dachtraufe. Denkbar ist, dass der westliche Giebel 1871 neu errichtet wurde. Der Zugang erfolgt durch ein spitzbogenförmiges Portal, das in einen deutlich größeren, zugesetzten Spitzbogen eingelassen ist – den ehemaligen Verbindungsbogen zwischen Turm und Kirchenschiff. Darüber ist im Giebel eine kreisförmige Öffnung mit einem Dachreiter für eine Glocke am westlichen Dachfirst.

## Ausstattung

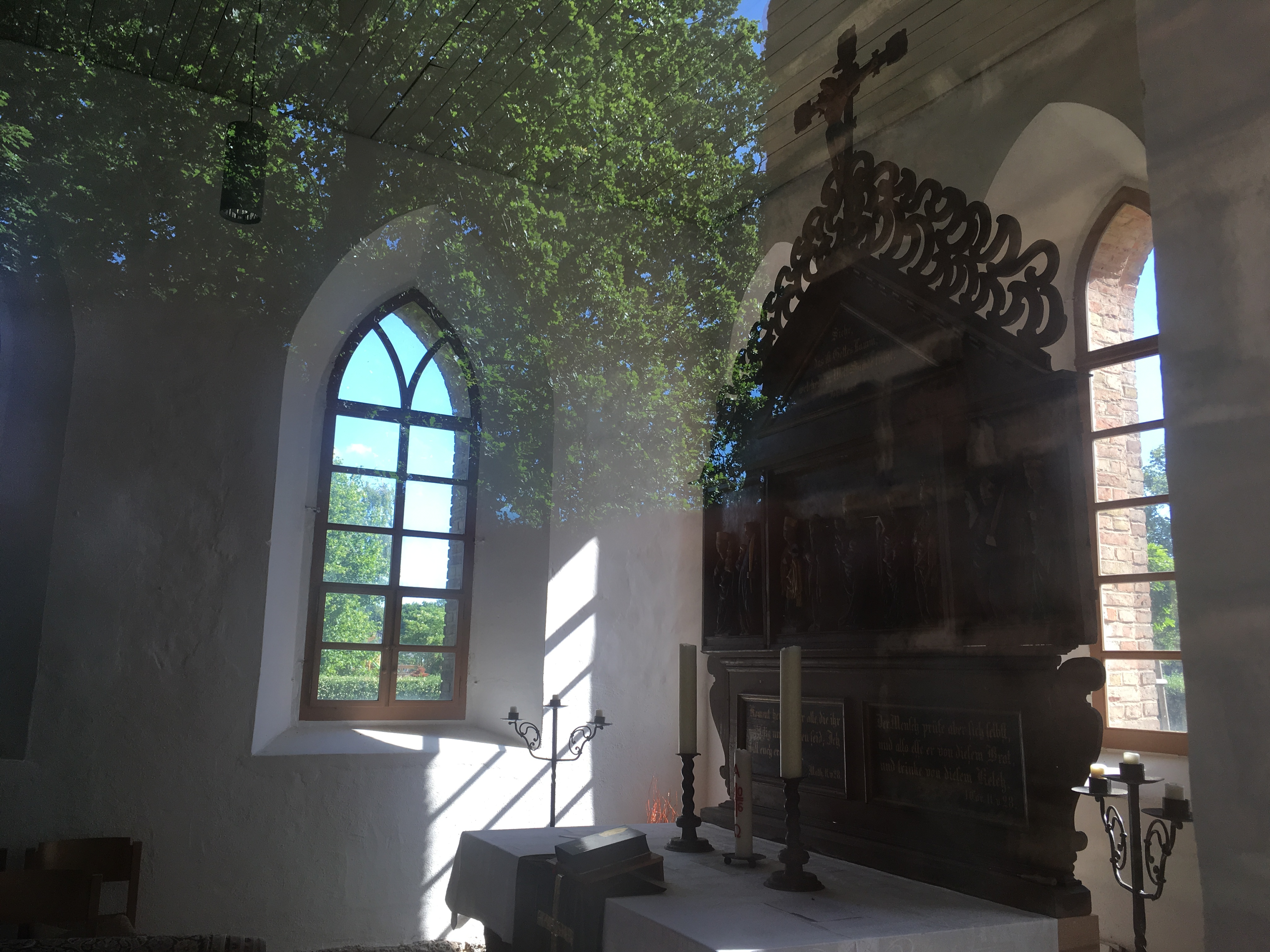
Blick in den Chor

Das Altarretabel stammt aus dem Mittelalter und wurde im 17. Jahrhundert neu gesetzt. Es erhielt zwei Schnitzfiguren, die von zwei gotischen Flügelaltären stammen. In der Mitte ist Maria zu sehen, die von Barbara von Nikomedien und Stephanus begleitet wird. Darüber ist ein Kruzifix, das vermutlich aus der ersten Hälfte des 15. Jahrhunderts stammt.
An der Ostwand des Chors ist eine Sakramentsnische. Eine ursprünglich vorhandene Kanzel aus dem Ende des 17. Jahrhunderts ist nicht mehr vorhanden. Die Empore ist mit schlichten, braun gestrichenen Kassetten verziert. Das Bauwerk ist in seinem Innern flach gedeckt.